# Collectif des familles de disparu(e)s en Algérie
Le Collectif des familles de disparu(e)s en Algérie (CFDA) est une association française créée en 1998 par des familles algériennes à la recherche de leurs proches enlevés dans le contexte de « la décennie noire » — les années 1990 pendant lesquelles les groupes islamistes armés et les agents des services de sécurité de l’État qui s'affrontaient ont eu recours à l'arme des disparitions forcées. Nassera Dutour, mère d'Amine Amrouche, jeune homme de 21 ans disparu en janvier 1997 dans la banlieue d’Alger, s'allie à des familles qui vivent un drame similaire et donne une impulsion décisive à ce collectif.
Près de 10 000 personnes ont été kidnappées par des groupes armés islamistes ou arrêtées par des agents des forces de sécurité de l’État pendant la guerre civile.

## Contexte

### Conflit des années1990
Selon Soraya Larbi, les groupes islamistes armés et les agents des services de sécurité de l’État « usent des mêmes techniques visant à susciter la terreur », dès 1992, au cours de leur affrontement. La décennie noire commence peu après l’annulation du second tour des élections législatives dont le premier tour avait permis la victoire du Front islamique du salut.
Cette période est marquée par des assassinats d’intellectuels, d'artistes, de militants des droits de l’homme, mais aussi par des kidnappings de civils, principalement des jeunes hommes de 20 à 35 ans.

### Sort des disparus
Certains jeunes hommes enlevés sont placés dans des camps d’internement du Sud algérien, où la pratique de la torture est courante. Les camps sont fermés en 1995, les prisonniers sont transférés dans d'autres lieux inconnus. Les dépouilles de ceux qui ont péri sous la torture n’ont pas été rendues aux familles.

## Formation du collectif
Le collectif fait partie d'un ensemble d'associations qui voient le jour dans durant les années 1990 pour demander à l’État algérien des informations, en prenant appui sur les institutions internationales. C'est le cas par exemple de  l’association Somoud (« Fermeté ») créée en 1995, en 1996 de l’association Djazaïrouna (« Notre Algérie »), et en novembre 1998 de l’Association nationale des familles de disparus (ANFD), présidée par Lila Ighil. Ces associations veulent « briser le tabou qui pesait sur les disparitions forcées, en permettre la médiatisation ; leurs revendications sont relayées par Algeria-Watch, association de défense des droits humains créée en Allemagne, qui s’est constituée en association en France en 2002 ».
Les familles membres du Collectif des familles de disparu(e)s en Algérie sont en contact étroit avec Amnesty International, Human Rights Watch, la Fédération internationale des ligues des droits de l’homme, la Ligue algérienne pour la défense des droits de l'homme (LADDH) de Maître Ali Yahia Abdennour et la Ligue des droits de l’homme. Elles sont également en lien avec le Groupe de travail sur les disparitions forcées ou involontaires de l’ONU.

## Actions du Collectif
Dès 1998 les familles du Collectif se retrouvent à Alger devant le siège de l’Observatoire national des droits de l’homme (ONDH), et brandissent les portraits de leurs proches disparus, comme l'ont fait en Argentine les Mères de la place de Mai qui se rassemblent régulièrement devant la Casa Rosada à Buenos Aires depuis 1977. Elles manifestent régulièrement en Algérie.
Mary Lawlor, Rapporteure spéciale sur les défenseurs des droits de l’homme de l'Organisation des Nations unies, indique en janvier 2025 que le Collectif a été empêché en 2024, à plusieurs reprises, d’organiser des événements car de nombreux policiers ceinturaient le bureau de l’association à Alger. Des adhérents du collectif, dont des mères de personnes disparues, auraient été maltraités et obligés de quitter les lieux à ces occasions,.

### SOS Disparus
L’association dispose dès 1999 d'antennes à Alger, Oran et Constantine sous le nom de « SOS Disparus ». Ses statuts ont été déposés à la préfecture de police de Paris la même année par Nassera Dutour.

### TPP et ONU
En novembre 2004, Nassera Dutour présente au Tribunal permanent des peuples présidé par Salvatore Senese (it) un dossier sur les disparitions forcées au sein d'un rapport sur « les violations des droits de l’Homme en Algérie (1992-2004) ». En 2006, « le Conseil des Droits de l’Homme (CDH) de l’ONU condamne l’Algérie pour deux disparitions forcées imputables aux agents des services de sécurité de l’État, à savoir celles de Salah Saker (enseignant, disparu à Constantine en mai 1994) et de Riad Boucherf (fabricant de chaussures à Alger, disparu en 1995) à la suite de plaintes déposées trois années plus tôt par le CFDA ». Toutefois, l'impunité se perpétue : d'une part la Convention internationale pour la protection de toutes les personnes contre les disparitions forcées censée entrer en vigueur en 2010, n’est pas ratifiée ; d'autre part, dans la Charte pour la paix et la réconciliation nationale adoptée le 29 septembre 2005 par référendum, les disparitions « ne sont pas qualifiées de “forcées” » ; enfin, de nombreux auteurs d'enlèvements durant la guerre civile algérienne sont amnistiés.

### Radio
Le collectif lance La Radio des sans voix, webradio lancée en 2016, censurée en Algérie deux semaines après son lancement,. La webradio change d'identité visuelle et de nom de domaine en 2022 de radiodessansvoix.org à laradiodessansvoix.org en gardant le même contenu et elle est accessible en Algérie.

### Journées contre l'oubli
Parmi les actions du Collectif figurent aussi le lancement en octobre 2017 des « Journées contre l’oubli », « une semaine de projections, de rencontres et de débats pour dire non au « déni de la vérité et de la Justice » à l’occasion du 12e anniversaire de la Charte de la réconciliation nationale ».
Nassera Dutour, porte-parole du Collectif, est très critique à l'égard de la Charte de la réconciliation nationale qu'elle considère comme une forme déguisée d'amnistie — au même titre que la « loi de clémence » promulguée en 1995 par le président Liamine Zeroual, sous couvert de politique de « réconciliation nationale » ; selon elle, la Charte « prône l’oubli et le silence des victimes, et amnistie même les agents de l’État coupables de crimes et de violations des droits de l’Homme ». N. Dutour critique aussi la loi sur la Concorde civile qui favoriserait selon elle « l’impunité et l’oubli », du fait notamment que l’article 46 « menace de prison ferme les victimes qui refusent de se taire ».
Comme les autres associations qui luttent pour la même cause, le  Collectif des familles de disparu(e)s en Algérie est entravé dans son action par la loi de 2012 sur les associations. Les familles de disparus jouent par la suite un rôle important dans le Hirak, mouvement qui débute en février 2019.